# آدم هامل
آدام هامل (بالإنجليزية: Adam Hammill)‏، من مواليد 25 يناير 1988 في ليفربول في إنجلترا، لاعب كرة قدم إنجليزي. بدأ مسيرته الكروية مع نادي ليفربول في عام 2006، وفي عام 2007 أعير إلى نادي دنفرملاين أثلتك الإسكتلندي، ولعب معهم 13 مباراة وسجل هدف واحد.

## روابط خارجية
- آدم هامل على موقع الاتحاد الأوربي (الإنجليزية)
- آدم هامل على موقع قاعدة بيانات كرة القدم.إي يو (الإنجليزية)
- آدم هامل على موقع Soccerbase.com (لاعب) (الإنجليزية)
- آدم هامل على موقع Soccerway.com (الإنجليزية)
- آدم هامل على موقع عالم كرة القدم.نت (الإنجليزية)
- آدم هامل على موقع كووورة